# Partit Comunista dels Comitès Catalans
El Partit Comunista dels Comitès Catalans (PCCC) és un partit polític d'ideologia marxista-leninista i independentista fundat el 2019. El partit manté una estreta relació amb el govern d'Aleksandr Lukaixenko de Belarús, i el seu líder, Albert Santín, també és president de l'Associació Suport a la República de Belarús.